# Gerbillus garamantis
Gerbillus garamantis är en däggdjursart som beskrevs av Fernand Lataste 1881. Gerbillus garamantis ingår i släktet Gerbillus och familjen råttdjur. Inga underarter finns listade i Catalogue of Life.
Denna ökenråtta förekommer i Algeriet. Arten godkänns inte av IUCN. Den infogas där som synonym i Gerbillus nanus.